# The Exhibition
The Exhibition é um telefilme canadense de 2013, dirigido por Damon Vignale, e co-produzido entre a Jove Pictures e a rede CBC.

## Sinopse
A artista contemporânea Pamela Masik se propôs em criar uma exposição em grande escala de pinturas focadas em mulheres desaparecidas ao longo das últimas duas décadas nas ruas de Vancouver. 
No entanto, Masik enfrenta a oposição pública em relação a sua exposição, intitulada The Forgotten, um conjunto de vinte e seis retratos baseados em fotos de mulheres mortas pelo serial killer Robert Pickton, julgado e condenado em 2007 pela morte de 49 mulheres canadense.